# Sericostoma mesopotamicum
Sericostoma mesopotamicum là một loài Trichoptera trong họ Sericostomatidae. Chúng phân bố ở miền Cổ bắc.